# Sigara bradleyi
Sigara bradleyi är en insektsart som först beskrevs av Abbott 1913.  Sigara bradleyi ingår i släktet Sigara och familjen buksimmare. Inga underarter finns listade i Catalogue of Life.